# Isidore Geoffroy Saint-Hilaire
Isidore Geoffroy Saint-Hilaire (16. prosince 1805 – 10. listopadu 1861) byl francouzský zoolog.

## Život
Isidore Geoffroy Saint-Hilaire se narodil v Paříži v roce 1805, přičemž jeho otcem byl jiný slavný francouzský přírodovědec Étienne Geoffroy Saint-Hilaire, jehož vliv jej také formoval. Roku 1824 Isidore Geoffroy Saint-Hilaire nastoupil jakožto asistent svého otce do Muséum national d'histoire naturelle, roku 1829 získal doktorský titul a následně několik let vyučoval zoologii. V roce 1837 nahradil svého otce jakožto profesor srovnávací anatomie na přírodovědecké fakultě a později i v muzeu. Od roku 1844 byl generálním inspektorem Pařížské univerzity a členem královské rady pro veřejné vyučování. Jeho kariéra vrcholila roku 1856, kdy se stal prezidentem Francouzské akademie věd. Zemřel o pět let později.
Zabýval se anatomickými abnormalitami živočichů, byl zakladatelem oboru teratologie. Roku 1854 také poprvé použil termín „etologie“ v současném významu této biologické disciplíny.